# Wow! Wow! Wubbzy!
Wow! Wow! Wubbzy! es una serie infanto-juvenil de animación 2D creada por Bob Boyle, quien también realizó la serie de Jetix, Yin Yang Yo!. Es producida por Bolder Media, Starz Media, Film Roman, Bardel Entertainment y Nickelodeon Productions, se utilizó el programa computacional Adobe Flash para su realización, tiene un total de 52 episodios y el director de la serie es David Sandford.
Se estrenó en los Estados Unidos a las 3:00 p.m. el 21 de agosto de 2006 en Nick Jr. y a las 10:30 a.m. el 8 de octubre de 2007 por Discovery Kids. El 9 de junio del mismo año, Nick Jr. creó un sitio web de la serie junto con Frederator Studios y Mixed Media en donde se emitían videos previos a la emisión de la serie. Dicho sitio incluía juegos en línea, recetas de cocina y páginas de colorear. En España, se estrenó en Playhouse Disney en 2008, más tarde en Clan y después en Canal Panda. Y en Canadá por el canal Treehouse TV.

## Personajes
Según su creador, todos los personajes de esta serie son "animales indefinibles de un mundo indefinible".[cita requerida]

### Protagonistas
- Wubbzy: Es un pequeño gerbil de color amarillo, tiene el carácter de un niño travieso siendo muy joven. Le gusta mucho saltar con su cola, su frase recurrente es "¡Guau, guau, guau!" (Wow, wow, wow!) usándola a menudo cuando tiene un gran asombro hacia algo. Le gusta pintar y hacer cosas divertidas para él junto con sus amigos, al parecer está siendo amigo de Daizy ya que les gusta las mismas cosas, como jugar a la pelota saltarina, aparte que son los más pequeños del grupo.
  -      Amarillo
- Widget: Es una coneja rosa, gran amiga de Wubbzy, es la famosa inventora con miles de números potenciales y no se rinde ante nada. Su frase recurrente es: "¡No hay problema!", (No problemo! en inglés al pronunciar Nou Problaymo!) y construye sofisticados inventos, algunas frases como "¡Eso no debería pasar!" (That's not supposed to happen!) y "¡Sí, señor!" (Yes, siree!), acostumbra decirle a Wubbzy por el nombre alternativo de Wubster.
  -      Rosa
- Walden: Es un oso morado con lentes, amigo de Wubbzy, su voz es como nasal, es muy especial. Habla con un acento australiano. Es el más sabio del grupo: bastante analítico e inteligente, un investigador, y siempre tiene un libro a la mano. Suele contar historias, le interesan las artesanías del museo, entiende el idioma de los animales y las matemáticas, su frases características son "¡Sí, sí, sí!" (Yes, yes, yes!) y "¡Piensa, piensa, piensa!" (Think, think, think!), tiene una colección de dinosaurios chiflados, libros, peces, flores y estatuas.
  -      Morado
- Daizy: Es similar a una perrita aguamarina tiene una edad parecida a Wubbzy, es su nueva vecina y amiga, su aparición fue en "La nueva vecina" (Who's that Girl?), con la segunda temporada, ella es: glamorosa pero no engreída además de simpática y canta cuando camina como bailarina, su casa es una flor gigante que acaba de plantar, se mudó a unos cuantos metros de la casa del árbol de Wubbzy, ella juega a saltar la cuerda, y a jugar a la fiesta del té y es buena con la pelota saltarina.
  -      Aguamarina

### Otros personajes
- Buggy: Buggy es un conejo turquesa. Lleva una camisa blanca y pantalones azules. También lleva gafas cuadradas.
- Huggy: Es una osa azul y uno de los amigos de Wubbzy. Por lo general, se junta con Buggy y Earl, y Wubbzy; a menudo se une a la diversión.
- Earl: Es un topo anaranjado, es amigable con Wubbzy y también es popular.
- Kooky: Es un personaje naranja que dice "Chiflado." (That's kooky.), y en un episodio se burló de la cola de Wubbzy, siempre se burla de todos con el adjetivo "Chiflado".
- Moo Moo el Mago: es un mago del pueblo de Wuzzleburgo. Al parecer tiene muchos admiradores entre ellos los amigos de Wubbzy.
- Sr. Gummy: Es un gato azul al que le gusta saltar y es popular. Es un gran amigo de Earl.
- Madame Zabinga: Es la profesora de danza que da clases de ballet a Buggy, Huggy y Earl. Les gusta mucho la danza. Habla con un acento francés.
- El cartero: Entrega el correo a cada persona de Wuzzleburgo.
- Chef Fritts: cocina en un restaurante. Habla con un  acento italiano.
- Señora Zanboni: es una anciana que aparece en algunos episodios, siempre aparece cuando le gusta las fiestas.
- Las Wubbzy Chicas: es una trío de chicas populares que proviene en Wuzzlewood (similar en Hollywood) que apareció en Nick Jr. en el episodio 'The WubbGirlz Rule!'. Son cantantes de pop; son muy simpáticas, amistosas y glamorosas. Los nombre de las chicas son Shine, Sparkle y Shimmer.

Nota: los significados en inglés Shine, Sparkle y Shimmer significa en español brillantes.
- Shine: es la líder de las Wubbzy Chicas, es muy glamorosa, simpática y con un corazón muy dulce y amistoso, su cabello es amarillo rizado, su lazo de estrella, su vestido y sus botas son rosadas. Voz original de Beyoncé.
- Sparkle: es la segunda amiga de Shine y Shimmer, es muy amistosa y glamorosa su cabello es verde y lleva puesto unos guantes rosas.
- Shimmer: es la tercera amiga de Shine y Sparkle, es muy amistosa y perseverante, su cabello es fucsia y lleva puesto unos aretes rosas.

## Reparto
Los siguientes actores hacen las voces de los personajes en la versión original (en inglés):
- Wubbzy - Grey DeLisle
- Widget - Lara Jill Miller
- Walden - Carlos Alazraqui
- Kooky - Grey DeLisle
- Daizy - Tara Strong
- Buggy - Grey DeLisle
- Huggy - Lara Jill Miller
- Muggy - Carlos Alazraqui
- Moo-Moo el mágico - Carlos Alazraqui

## Doblaje al español

### Hispanoamérica

#### Primera temporada
La primera temporada de la serie fue doblada por M&M Studios S.A. de C.V. en Caracas (Venezuela).
- Wubbzy - Yensi Rivero
- Widget - Jhaidy Barboza
- Walden - Rolman Bastidas
- Buggy - Ledner Belisario
- Huggy - Melanie Henríquez
- Muggy - ¿?
- Moo Moo / Niño Chiflado - Johnny Torres
- Alcalde Whoozle - ¿?
- Chef Fritts - Hugo Tarmasno Arguelles
- Madame Zabinga - Mercedes Prato
- Anciana Zamboni - Elena Díaz Toledo
- Doctor Gudulo - ¿?
- Cartero - Luis Miguel Pérez
- Bibliotecaria - ¿?

#### Segunda temporada
La segunda temporada fue doblada en Doblajes Internacionales DINT S.A. de C.V., estudio de doblaje ubicado en Santiago de Chile.
La serie es doblada por:
- Wubbzy - Miriam Aguilar
- Walden - Oscar Olivares
- Widget - Yannina Quiroz
- Daizy - Carolina Highet

### España
Las dos temporadas de la serie fueron dobladas por Soundub en Madrid.
- Wubbzy - Sara Polo
- Widget - Celia de Diego
- Walden - Víctor Martínez
- Daizy - Elena Palacios